# 성일건설
성일건설 주식회사는 서울특별시 강남구에 위치한 대한민국의 건설회사이다. 
부동산 개발업체인 성일개발의 자회사이다.

## 연혁
- 1971.05 성일건설 주식회사 설립(서울특별시 중구 인현동 1가 31-2)
- 1971.07 종합 건설업 면허 취득(토목, 건축 공사업 제836호)
- 1972.02 재무부장관 표창(우수기업)
- 1973.05 전기 공사업 면허 취득(제 1종 137호)
- 1975.08 본사 이전(서울특별시 중구 을지로 4가 310-68)
- 1980.03 본사 이전(서울특별시 강남구 서초동 85-1)
- 1982.03 본사 이전(서울특별시 강남구 논현동 산 1-1)
- 1984.06 석탑산업훈장 수훈(건설 산업 발전)
- 1985.04 주택건설사업자 등록
- 1986.08 소방설비 공사업 제1, 2종 면허 취득(제86-51-42호, 서울특별시)
- 1986.12 군납업 등록(제 A-352, 서울특별시)
- 1989.04 성일개발 주식회사 설립
- 1989.12 특수 건설업 면허 취득(포장 공사업 제254호, 국토교통부)
- 1990.03 국세청장 표창(모범 납세 업체)
- 1990.06 건설부장관 표창(기술개발)
- 1990.06 주택건설 지정업자 지정(제132호, 국토교통부)
- 1991.02 (주)여주종합터미널 설립
- 1991.04 본사 이전(서울특별시 강남구 도곡동 419-1)
- 1992.10 수질오염방지시설 등록(제356호, 한강환경관리청)
- 1992.11 해외건설업 면허취득(일반건설업 제99호, 국토교통부)
- 1993.04 일반 폐기물 처리시설 설계, 시공업등록
- 1993.07 분뇨처리시설 등의 설계, 시공업 등록 (우수정화시설설계 시공업 제294호, 서울특별시)
- 1994.06 동탑산업훈장 수훈
- 1994.09 공장등록(주형 및 금속제재업 29294, 여주군수)
- 1994.11 임대사업자 등록(제94-20-6호, 강남구청)
- 1995.04 학회상 수상 (사단법인 대한건축학회)
- 1995.11 여주종합터미널 지점 설치
- 1996.12 재단법인 성일장학재단 설립
- 1997.08 소방시설 공사업 등록(서울 강남 제85-51-42호, 강남소방서)
- 1997.11 우수시공 격려상 수상(대한주택공사)
- 1998.02 ISO 9001 인증 획득(제QSC80882, 크레비즈인증원)
- 1999.05 정보통신 공사업 허가(제210508호, 서울체신청)
- 2000.06 정보통신 공사업 등록(제111282호, 서울체신청)
- 2000.07 전기공사업 등록(서울-00039, 서울특별시)
- 2000.12 우수시공 격려상 수상(대한주택공사)
- 2001.05 성일건설 창립 30주년
- 2001.10 성일건설(주)과 성일종합건설(주)로 인적 분할
- 2002.05 성일건설 부설 기술연구소 설립
- 2002.10 (주)에스아이솔루션 설립
- 2002.12 사내 인트라넷 자체 개발(Si-Net)
- 2003.03 CM협회 가입
- 2004.01 자재관리 시스템 가동(SI-SCM)
- 2004.12 돈암동 성일 우리美 아파트 준공
- 2006.01 2006 고객만족 우수기업 선정(한국경제신문)
- 2006.05 성일건설 창립 35주년 기념행사(르네상스)
- 2006.09 건축문화대상 우수상 수상(클레이아크 김해미술관)
- 2007.04 여주 오학 성일 우리美 아파트 분양
- 2007.06 금탑산업훈장 수훈
- 2007.12 감사패 전농지구대 신축공사(서울동대문경찰서)
- 2008.01 남양주 덕소 성일 우리美 아파트 준공
- 2008.08 정비사업 전문관리업 등록(서울특별시)
- 2008.10 감사패 시흥5동 성당 신축공사(천주교 시흥5동 성요셉성당)
- 2008.12 우수회원패 대한건설협회(서울특별시회)
- 2009.10 여주 오학 성일 우리美 아파트 준공
- 2010.07 표창장 인재개발원 창의관(서울특별시)
- 2013.06 국토교통부장관 표창
- 2013.08 정비사업 전문관리업 등록
- 2013.09 여주 우리美Park 착공
- 2015.08 여주 우리美Park 준공
- 2016.02 문화재수리업 등록
- 2021.07 성일개발(주) 합병
- 2023.04 (주)에스아이네트 설립

## 시공능력평가 순위
| 연도 | 순위 |
| ---- | ---- |
| 1989 | 94   |
| 1991 | 91   |
| 1992 | 139  |
| 1995 | 167  |
| 2001 | 154  |
| 2004 | 347  |
| 2005 | 262  |
| 2006 | 277  |
| 2007 | 276  |
| 2008 | 292  |
| 2009 | 276  |
| 2010 | 284  |
| 2011 | 286  |
| 2012 | 267  |
| 2023 | 221  |
| 2015 | 554  |
| 2017 | 796  |
| 2020 | 1699 |
| 2023 | 1129 |
| 2024 | 1068 |
| 2025 | 896  |

## Si SAFER
Si SAFER는 건설현장 안전관리 프로그램으로, 현장개설 무제한, 실시간 모니터링, 출역현황 관리, 노무자 직접 참여, 현장에서 검증된 시스템을 하고 있다.